# Nomada australis
Nomada australis är en biart som beskrevs av Mitchell 1962. Nomada australis ingår i släktet gökbin, och familjen långtungebin. Inga underarter finns listade i Catalogue of Life.